# Hopewell Junction
Hopewell Junction és una concentració de població designada pel cens dels Estats Units a l'estat de Nova York. Segons el cens del 2000 tenia 2.610 habitants.

## Demografia
Segons el cens del 2000, Hopewell Junction tenia 2.610 habitants, 894 habitatges, i 688 famílies. La densitat de població era de 356,1 habitants per km².
Dels 894 habitatges en un 42,4% hi vivien nens de menys de 18 anys, en un 65,9% hi vivien parelles casades, en un 8,1% dones solteres, i en un 23% no eren unitats familiars. En el 19,6% dels habitatges hi vivien persones soles el 5,8% de les quals corresponia a persones de 65 anys o més que vivien soles. El nombre mitjà de persones vivint en cada habitatge era de 2,91 i el nombre mitjà de persones que vivien en cada família era de 3,37.
Per edats la població es repartia de la següent manera: un 29,9% tenia menys de 18 anys, un 6,5% entre 18 i 24, un 31,1% entre 25 i 44, un 22,5% de 45 a 60 i un 10% 65 anys o més.
L'edat mediana era de 36 anys. Per cada 100 dones de 18 o més anys hi havia 94,9 homes.
La renda mediana per habitatge era de 61.006 $ i la renda mediana per família de 67.250 $. Els homes tenien una renda mediana de 49.750 $ mentre que les dones 33.092 $. La renda per capita de la població era de 26.844 $. Entorn del 2,3% de les famílies i el 4,3% de la població estaven per davall del llindar de pobresa.